# Filip Petrušev
Filip Petrušev (serbisch-kyrillisch Филип Петрушев; * 15. April 2000 in Belgrad) ist ein serbischer Basketballspieler mazedonischer Herkunft.

## Werdegang
Petrušev spielte in der Jugend von Partizan Belgrad und wechselte 2014 nach Spanien in die Nachwuchsabteilung von Saski Baskonia. 2016/17 (Avon Old Farms School in Connecticut) und 2017/18 (Montverde Academy in Florida) verbrachte er ebenso in den Vereinigten Staaten wie den Zeitraum 2018 bis 2020, als er Student und Basketballspieler an der Gonzaga University war. Der Serbe wurde als bester Spieler der West Coast Conference der Saison 2019/20 ausgezeichnet, nachdem er im Schnitt 17,8 Punkte sowie 7,8 Rebounds erzielt hatte.
2020 wechselte Petrušev ins Profigeschäft, spielte in der Saison 2020/21 für KK Mega Basket, war mit 23,7 Punkten je Begegnung bester Korbschütze der Adriatischen Basketballliga und wurde als Spieler des Jahres der länderübergreifenden Liga ausgezeichnet. Beim Draftverfahren der NBA im Jahr 2021 sicherten sich die Philadelphia 76ers die Rechte am Serben. Petrušev wechselte jedoch nicht in die Vereinigten Staaten zurück, sondern unterschrieb im August 2021 einen Vertrag beim türkischen Spitzenverein Anadolu Efes Istanbul. Für Istanbul erzielte er während des Spieljahres 2021/22 in der türkischen Liga in 13 Einsätzen im Durchschnitt 15,2 Punkte je Begegnung sowie in der Euroleague, die er mit der Mannschaft gewann, in 22 Spielen im Schnitt 5,2 Punkte. Nach Einschätzung von Anadolu-Efes-Trainer Ergin Ataman erreichte Petrušev in Istanbul noch nicht die für diese Wettkampfebene notwendige körperliche Leistungsfähigkeit. Petrušev wurde mit Anadolu Efes Istanbul auch türkischer Pokalsieger.
Im Juli 2022 wurde er von KK Roter Stern Belgrad unter Vertrag genommen. Im Sommer 2023 holten die Philadelphia 76ers den Serben in die NBA. Er bestritt einen Kurzeinsatz für Philadelphia in der Liga. Anfang November 2023 wurde er im Rahmen eines Tauschhandels an die Los Angeles Clippers abgegeben, kam nicht zum Einsatz und wurde kurz darauf an die Sacramento Kings weitergereicht.
Ende November 2023 unterschrieb er einen Vertrag bei Olympiakos Piräus, wo er nur geringe Einsatzzeit zugestanden bekam. Im Oktober 2024 kehrte er mittels Leihabkommen zu Roter Stern Belgrad zurück. Bei Roter Stern war er ein Leistungsträger und erzielte in der Euroleague während der Saison 2024/25 im Durchschnitt 14,1 Punkte für die Belgrader. Im Juli 2025 unterschrieb er einen Dreijahresvertrag bei Dubai Basketball, das zuvor die Zulassung zur Euroleague erhalten hatte.

### Nationalmannschaft
Petrušev wurde 2017 und 2018 mit Serbien U18-Europameister. Bei der U19-Weltmeisterschaft im Jahr 2019 in Griechenland  war er mit 19,3 Punkten je Begegnung Sechster der Korbschützenliste. Petrušev wurde A-Nationalspieler und bestritt sein erstes Länderspiel für die serbische Herrennationalmannschaft im Februar 2021. 2023 gewann er mit Serbien bei der Weltmeisterschaft Silber und 2024 Bronze bei den Olympischen Sommerspielen.